# 13168 Danoconnell
13168 Danoconnell è un asteroide della fascia principale. Scoperto nel 1995, presenta un'orbita caratterizzata da un semiasse maggiore pari a 2,6293249 UA e da un'eccentricità di 0,0959044, inclinata di 15,76570° rispetto all'eclittica.